# Bryan (Texas)
Bryan es una ciudad ubicada en el condado de Brazos en el estado estadounidense de Texas. En el Censo de 2010 tenía una población de 76.201 habitantes y una densidad poblacional de 661,15 personas por km².

## Geografía
Bryan se encuentra ubicada en las coordenadas 30°40′00″N 96°21′56″O / 30.66667, -96.36556. Según la Oficina del Censo de los Estados Unidos, Bryan tiene una superficie total de 115.25 km², de la cual 115.03 km² corresponden a tierra firme y (0.2%) 0.23 km² es agua.

## Demografía
Según el censo de 2010, había 76.201 personas residiendo en Bryan. La densidad de población era de 661,15 hab./km². De los 76.201 habitantes, Bryan estaba compuesto por el 64.22% blancos, el 18.04% eran afroamericanos, el 0.55% eran amerindios, el 1.72% eran asiáticos, el 0.07% eran isleños del Pacífico, el 12.82% eran de otras razas y el 2.57% pertenecían a dos o más razas. Del total de la población el 36.24% eran hispanos o latinos de cualquier raza.

## Educación
El Distrito Escolar Independiente de Bryan gestiona escuelas públicas.